# Крепча
Крепча е село в Североизточна България. То се намира в община Опака, област Търговище.

## География
Селото е разположено в хълмиста местност по долината на рекичката Баш пунар, вливаща се в река Черни Лом, на около 20 км северно от град Попово и се състои от две махали (горна и долна). Землището му е наситено със старини (крепости, селища и некрополи) от античността и средновековието.
Землището на село Крепча граничи със землищата на селата Гърчиново, Люблен, Голямо градище, Горско Абланово и град Опака. Селото е свързано с асфалтирани пътища с градовете Опака и Попово и селата Гърчиново, Люблен и Голямо градище.

## Кратка историческа справка
За пръв път името на селото се споменава в дворцовата хроника на Мехмед Нешри „Огледалото на света“ – като една от предполагаемите и важни твърдини (крепости) на „Александросоглу Сосман“ (цар Иван Шишман) – Крапчане (или град Крапец). Крепостта, която е била един от стратегическите важни български центрове и най-вероятно едновременно с това едро феодално владение от Второто българско царство. През средновековието крепостта е контролирала пътя, който е идвал от град Червен, минавал през днешното село Люблен, през поречието на Калакоч дере и продължавал за град Никюп.
Градът Крапец е бил превзет от османците по времето на похода на военачалника Али паша около 1388 г. Част от неговото оцеляло население е създало най-ранното чисто българско село Крепча, което поради различни причини няколко пъти е сменяло своето място, но се изграждало отново в същия район. По деретата и реката до него в далечното минало работели многобройни воденици. След падането на България под османска власт до началото на XVI век селото попада в зиамета (стопанство) Герилеч (Крапич). През XVI век, вече изгубило своето административно значение, то е част от казата Хезарград (Разград). През 1524 г. в османски данъчен регистър е записано като изцяло българско село Долне Крепче, каквото остава поне до края на XVII век.
През 1598 г. името му е само Крапеч, а през 1635 г. – Крепче. Масовото помохамеданчване в днешна Северна България, извършено от кримския хан Селим Гирай през 1689 г. засяга силно и това село. През 1874 г. то се споменава в документите вече като изцяло мохамеданско. За точната локализация на средновековната крепост Крапец в района на Крепча и Опака няма единно мнение.
Допуска се, че това са крепостите Гърчиновско градище и Крепча кале, обединени в средновековен град, или че този средновековен укрепен селищен център се е намирал в днешната опаченска местност Ряката – това е Голямото кале (Буюк кале). По-вероятна е втората хипотеза, като се имат предвид намерените археологически материали в руините на крепостта Буюк кале.
Според старо предание от селото се смята, че неговите жители били преселени от Търновско боляри, които приели исляма. В местността Баш пунар до селото е открит и частично разкопан от археолози от музея на град Търговище некропол (гробище) с гробове от XII-XV век, в който най-вероятно са били погребвани жителите на нелокализираното село Каменна черква, за което се допуска, че се е намирало в околностите на скалния манастир или на средновековния Крапец.

## Религии
В селото живеят предимно мюсюлмани.

## Обществени институции
- Кметство
- Народно читалище „Изгрев“
- Основно училище „Васил Левски“
- Джамийско настоятелство
- Поща
- Целодневна детска градина

## Забележителности

### Крепчански скален манастир
Крепчанският скален манастир е средновековен скален манастир, изсечен във варовиковите скали, намиращи се на 2 км от центъра на селото, отдясно на шосето за село Голямо градище, крие в своите пазви два старобългарски надписа, изсечени върху стените му на кирилица, като за по-лошо запазения се смята, че е най-ранният надпис на кирилица, открит на Балканите. Датиран е от проф. Казимир Попконстантинов от Великотърновския университет в 921 г. сл. Хр. – времето на цар Симеон Велики. Това, което е запазено от него гласи: „В година 6430 през месец октомври почина раб божи Антон...“. Другият, много по-добре запазен надпис, който е без конкретна дата гласи: „В името на Отца и Сина и Светия Дух. Тук почива праведният отец Антони. † . А който направи в църквата житница (прочетено от други и като хамбар), да отговаря пред Бога. Написа недостойният Михаил. Амин.“
Самият манастирски комплекс, заедно с килиите на монасите-отшелници е разположен на три нива (тераси) върху скалния венец. Той включва освен килии, още и манастирска църква и църква-гробница. По стените на църквите и килиите има врязани кирилски, староеврейски букви и рунически знаци и рисунки, които днес след многовековната ерозия на скалите и грубата намеса в миналото на недобросъвестни посетители са в много лошо състояние. Предстои отново постепенното превръщане на манастирския комплекс в посещаван туристически обект и разработването му като такъв със средства по програма ФАР чрез изпълнението и защитата на съвместни проекти между общините Лозница, Попово и Опака. За скалния манастирски комплекс отговаря кметството на село Крепча.
Манастирът е обявен за паметник на културата в Държавен вестник, брой 58 от 25.07.1969 г.

### Крепостта „Джин кале“ („Крепча кале“)
Руините на „крепостта на духовете“ се намират над десния бряг до завоя на рекичката Калакоч дере, приток на река Черни Лом. Съвсем наблизо до хълма с крепостта се намира и устието на левия приток на Калакоч дере – Баш бунар (пунар) дере. Крепостта се намира върху един остър скалист нос на възвишението Кале баир, разположено на около 3 км от центъра на село Крепча, югозападно по посока на село Голямо градище. Известна е още и като Крепча кале. Има неправилна форма, издължена в посока югоизток-северозапад. Крепостната стена е масивна, изградена през късната античност от ломени камъни, споени с хоросан с примеси от счукани тухли. Входът на крепостта, според Карел Шкорпил, се е намирал от изток и е бил охраняван от една четириъгълна кула. По южната крепостна стена и днес личат останките от крепостната стена и от три кули, формата на които вече не може да се определи. Между две от тези кули най-вероятно също да е имало порта, пътят от която е излизал във вътрешността на хълма – най-достъпната за придвижване част. Един път от крепостта е водел към долината на Калакоч дере, а втори – през западния склон на Кале баир, откъм юг към другата близка крепост – Буюк кале (Дере кале). Пак според Шкорпил в крепостта са намирани византийски корубести монети.
Многобройни съвременни иманярски изкопи са разпръснати навсякъде по територията на крепостта, западно по склона извън нея и югоизточно от крепостната стена, като на места дори разкриват малки части от зидове на сгради и крепостни стени. Почти в централната част на крепостта има голям насип, образуван от руините на много голяма срутена сграда. Извън крепостните стени, особено по западния склон, също е имало сгради. Днес територията на крепостта е покрита от млада широколистна гора и храсти, а от северния нос на хълма се разкрива красива гледка по посока на село Голямо градище.
Обявена е за паметник на културата в Държавен вестник, брой 58 от 25.07.1969 г.

### Крепостта „Буюк кале“ („Дере кале“)
Първото научно описание и на тази крепост е отново на Карел Шкорпил. Руините на „Голямото кале“ се намират на около 5 км югозападно от днешното село Крепча, върху един скалист нос на едно голямо възвишение над левия бряг на рекичката Калакоч дере, малко по-навътре по хълмовете, отдалечавайки се от днешния път Крепча – Голямо градище в местността Ряката. Формата ѝ е на утъпен клин, а площта ѝ – надвишава 5 дка. Западната и южната страна, които са достъпни от страната на платото са укрепени с крепостни зидове с дебелина малко над 2 м, а източната, от страната на Калакоч дере, се е охранявала от стръмните скали, осеяни с пещери. Най-вероятно в ъглите на зидовете да е имало кръгли кули. Портата се е намирала при южната стена, в близост до едната кула, като от нея е излизал път, водещ към рекичката Калакоч дере. Днес руините на крепостта са покрити с млада гора и храстовидна растителност, а крепостните съоръжения и някои кули личат основно в иманярските изкопи и оформилите се насипи.
Следи от постройки се забелязват, особено в иманярските изкопи, далеч извън терена, ограден от крепостната стена. През средновековието малката крепост е служила по скоро като цитадела, а градът е обхващал почти целия трудно достъпен за неприятели хълм. От страната на рекичката и до днес са запазени изкуствено разширени пещери, използвани и сега от местните овчари за пладнуване на стадата им и монашески килии от голям скален манастирски комплекс, разположен на две тераси по същия хълм. Крепостта и манастирският комплекс са подложени на интензивни иманярски посегателства от близо две десетилетия. Най-вероятно това е унищоженият през 1388 – 1389 г. средновековен град Крапец, един от укрепените центрове на цар Иван Шишман.
Обявена е за паметник на културата в Държавен вестник, брой 58 от 25.07.1969 г.

## Редовни събития
Традиционен селски събор през месец май.

## Личности
Родени в Крепча
- Нургюл Салимова (р. 2003), българска шахматистка.